# ساراتوغا سبرينغز
ساراتوغا سبرينغز (يوتا) (بالإنجليزية: Saratoga Springs, Utah)‏ هي مدينة تقع في الولايات المتحدة في مقاطعة يوتا، يوتا. يقدر عدد سكانها بـ 21,137 نسمة ومساحتها 56.2 كم2 وترتفع عن سطح البحر 1,373 متر.

## التركيبة السكانية
حدّد مكتب تعداد الولايات المتحدة بيانات التركيبة السكانية لساراتوغا سبرينغز في تعداد الولايات المتحدة. في ما يلي، التركيبة السكانية حسب تعدادي 2000 و2010.

### تعداد عام 2000
بلغ عدد سكان ساراتوغا سبرينغز 1,003 نسمة بحسب تعداد عام 2000، وبلغ عدد الأسر 271 أسرة وعدد العائلات 249 عائلة مقيمة في المدينة. في حين سجلت الكثافة السكانية 16.6 نسمة لكل كيلومتر مربع (43.0/ميل2). وبلغ عدد الوحدات السكنية 301 وحدة بمتوسط كثافة قدره 5 لكل كيلومتر مربع (12.9/ميل2).
وتوزع التركيب العرقي للمدينة بنسبة 94.72% من البيض و0.60% من الأمريكيين الأفارقة و0.10% من الأمريكيين الأصليين و1% من الأمريكيين ذوي الأصول الآسيوية و0.50% من سكان جزر المحيط الهادئ و0.90% من الأعراق الأخرى و2.19% من عرقين مختلطين أو أكثر و3.99% من الهسبانيون أو اللاتينيون من أي عرق.
بلغ عدد الأسر 271 أسرة كانت نسبة 59.8% منها لديها أطفال تحت سن الثامنة عشر تعيش معهم، وبلغت نسبة الأزواج القاطنين مع بعضهم البعض 84.1% من أصل المجموع الكلي للأسر، ونسبة 4.4% من الأسر كان لديها معيلات من الإناث دون وجود شريك،  بينما كانت نسبة 3.3% من الأسر لديها معيلون من الذكور دون وجود شريكة وكانت نسبة 8.1% من غير العائلات. تألفت نسبة 6.3% من أصل جميع الأسر من عدة أفراد يعيشون في نفس المنزل ونسبة 1.8% كانت تتألف من شخص يعيش بمفرده يبلغ من العمر 65 عاماً أو أكثر. وبلغ متوسط حجم الأسرة المعيشية 3.70، أما متوسط حجم العائلات فبلغ 3.88.
بلغ العمر الوسطي للسكان 26.0 عاماً. وكانت نسبة 38.3% من القاطنين تحت سن الثامنة عشر، وكانت نسبة 10.2% بين الثامنة عشر والرابعة والعشرين عاماً، ونسبة 32.8% كانت واقعةً في الفئة العمرية ما بين الخامسة والعشرين والرابعة والأربعين عاماً، ونسبة 14.9% كانت ما بين الخامسة والأربعين والرابعة والستين، ونسبة 3.8% كانت ضمن فئة الخامسة والستين عاماً فما فوق. يوجد لكل 100 أنثى 101.2 ذكر، ويوجد لكل 100 أنثى في الثامنة عشر من عمرها فما فوق 99.4 ذكر.
بلغ متوسط دخل الأسرة في المدينة 62,212 دولارًا، أما متوسط دخل العائلة فبلغ 61,923 دولارًا. وكان متوسط دخل الذكور 44,464 دولارًا مقابل 36,739 دولارًا للإناث. وسجل دخل الفرد الخاص بالمدينة 20,304 دولارًا. وكانت نسبة 3.8% من العائلات ونسبة 2.5% من السكان تحت خط الفقر، وكان من هؤلاء نسبة 2.7% تحت سن الثامنة عشر ونسبة 17.4% في الخامسة والستين من العمر وما فوق.

### تعداد عام 2010
بلغ عدد سكان ساراتوغا سبرينغز 17,781 نسمة بحسب تعداد عام 2010، وبلغ عدد الأسر 4,387 أسرة وعدد العائلات 4,022 عائلة مقيمة في المدينة. في حين سجلت الكثافة السكانية 293.9 نسمة لكل كيلومتر مربع (761.2/ميل2). وبلغ عدد الوحدات السكنية 4,685 وحدة بمتوسط كثافة قدره 77.5 لكل كيلومتر مربع (200.7/ميل2).
وتوزع التركيب العرقي للمدينة بنسبة 92.80% من البيض و0.53% من الأمريكيين الأفارقة و0.28% من الأمريكيين الأصليين و0.92% من الأمريكيين ذوي الأصول الآسيوية و0.79% من سكان جزر المحيط الهادئ و1.91% من الأعراق الأخرى و2.77% من عرقين مختلطين أو أكثر و5.77% من الهسبانيون أو اللاتينيون من أي عرق.
بلغ عدد الأسر 4,387 أسرة كانت نسبة 70.6% منها لديها أطفال تحت سن الثامنة عشر تعيش معهم، وبلغت نسبة الأزواج القاطنين مع بعضهم البعض 83.1% من أصل المجموع الكلي للأسر، ونسبة 5.7% من الأسر كان لديها معيلات من الإناث دون وجود شريك،  بينما كانت نسبة 2.8% من الأسر لديها معيلون من الذكور دون وجود شريكة وكانت نسبة 8.3% من غير العائلات. تألفت نسبة 6.3% من أصل جميع الأسر من عدة أفراد يعيشون في نفس المنزل ونسبة 1% كانت تتألف من شخص يعيش بمفرده يبلغ من العمر 65 عاماً أو أكثر. وبلغ متوسط حجم الأسرة المعيشية 4.05، أما متوسط حجم العائلات فبلغ 4.24.
بلغ العمر الوسطي للسكان 22.6 عاماً. وكانت نسبة 46.9% من القاطنين تحت سن الثامنة عشر، وكانت نسبة 5.3% بين الثامنة عشر والرابعة والعشرين عاماً، ونسبة 35.2% كانت واقعةً في الفئة العمرية ما بين الخامسة والعشرين والرابعة والأربعين عاماً، ونسبة 9.6% كانت ما بين الخامسة والأربعين والرابعة والستين، ونسبة 3% كانت ضمن فئة الخامسة والستين عاماً فما فوق. وتوزع التركيب الجنسي للسكان بنسبة 50.5% ذكور و49.5% إناث.